# Моначинівська сільська рада
Моначи́нівська сільська́ ра́да — адміністративно-територіальна одиниця та орган місцевого самоврядування в Куп'янському районі Харківської області. Адміністративний центр — село Моначинівка.

## Загальні відомості
- Моначинівська сільська рада утворена в 1991 році.
- Територія ради: 45,33 км²
- Населення ради: 810 осіб (станом на 2001 рік)

## Населені пункти
Сільській раді підпорядковані населені пункти:
- с. Моначинівка
- с. Василівка
- с. Дорошівка
- с. Селище

## Склад ради
Рада складається з 14 депутатів та голови.
- Голова ради: Черкасов Михайло Федорович
- Секретар ради: Ілюшенко Світлана Миколаївна

### Керівний склад попередніх скликань
| Прізвище, ім'я, по батькові | Основні відомості                                                                                  | Дата обрання | Дата звільнення |
| --------------------------- | -------------------------------------------------------------------------------------------------- | ------------ | --------------- |
| Черкасов Михайло Федорович  | Сільський голова, 1955 року народження, освіта вища, член Всеукраїнського об'єднання «Батьківщина» | 26.03.2006   | 31.10.2010      |
| Черкасов Михайло Федорович  | Сільський голова, 1955 року народження, освіта вища, безпартійний                                  | 31.10.2010   |                 |

Примітка: таблиця складена за даними сайту Верховної Ради України

### Депутати
За результатами місцевих виборів 2010 року депутатами ради стали:

#### За суб'єктами висування
| Суб'єкт висування                 | Кількість обраних депутатів | %    |
| --------------------------------- | --------------------------- | ---- |
| Партія регіонів                   | 11                          | 78,6 |
| Самовисування                     | 2                           | 14,3 |
| Політична партія «Сильна Україна» | 1                           | 7,1  |

#### За округами
| № округу                          | Прізвище, ім'я, по батькові     | Дата визнання обраним | Освіта             | Партійна приналежність | Відомості про обраного депутата                                  |
| --------------------------------- | ------------------------------- | --------------------- | ------------------ | ---------------------- | ---------------------------------------------------------------- |
| Партія регіонів                   |                                 |                       |                    |                        |                                                                  |
| 2                                 | Олейнікова Олена Іванівна       | 01.11.2010            | вища               | позапартійна           | Моначинівська сільська рада, головний бухгалтер                  |
| 4                                 | Повх Світлана Олександрівна     | 01.11.2010            | середня спеціальна | член Партії регіонів   | Моначинівськсільський клуб, зав клуб                             |
| 5                                 | Реуцька Олена Володимирівна     | 01.11.2010            | вища               | член Партії регіонів   | Моначинівська загальноосвітня школа І-ІІІ ст., в.о. дирек школи  |
| 7                                 | Соболевська Алла Іванівна       | 01.11.2010            | середня спеціальна | член Партії регіонів   | Куп'янський терцентр, соцпраців                                  |
| 8                                 | Кашенко Олександр Олександрович | 01.11.2010            | середня спеціальна | позапартійний          | ООО «Пальмера», охоронник                                        |
| 9                                 | Повх Світлана Володимирівна     | 01.11.2010            | середня спеціальна | член Партії регіонів   | тимчасово не працює                                              |
| 10                                | Дудка Валентина Іванівна        | 01.11.2010            | середня спеціальна | член Партії регіонів   | тимчасово не працює                                              |
| 11                                | Костинюк Ольга Олександрівна    | 01.11.2010            | середня спеціальна | член Партії регіонів   | Моначинівський фельдшерсько-акушерський пункт, молодша медсестра |
| 12                                | Ілюшенко Світлана Миколаївна    | 01.11.2010            | вища               | позапартійна           | тимчасово не працює                                              |
| 13                                | Пономарьов Олександр Іванович   | 17.04.2011            | середня            | член Партії регіонів   | тимчасово не працює                                              |
| 14                                | Кисляков Василь Миколайович     | 01.11.2010            | середня            | позапартійний          | тимчасово не працює                                              |
| Політична партія «Сильна Україна» |                                 |                       |                    |                        |                                                                  |
| 6                                 | Третяк Роман Сергійович         | 01.11.2010            | середня спеціальна | позапартійний          | Куп'янська ПЗПЧ-16, монтер колії                                 |
| Самовисування                     |                                 |                       |                    |                        |                                                                  |
| 1                                 | Ткачов Сергій Миколайович       | 01.11.2010            | середня спеціальна | позапартійний          | ст. Куп'янськУМВСУ на ЗТ, інспекторПС в ЛВ                       |
| 3                                 | Гриценко Костянтин Миколайович  | 01.11.2010            | вища               | позапартійний          | Куп'янське лісництво, електрик                                   |